# رومالد بوکو
رومالد بوکو (انگلیسی: Romuald Boco؛ زادهٔ ۸ ژوئیهٔ ۱۹۸۵) بازیکن فوتبال اهل فرانسه است.
از باشگاه‌هایی که در آن بازی کرده‌است می‌توان به باشگاه فوتبال برتون آلبیون، باشگاه فوتبال پورتسموث، باشگاه فوتبال اسلایگو راورز، باشگاه فوتبال هاوانت و واترلوویل، باشگاه فوتبال چسترفیلد، باشگاه فوتبال پلیموث آرگیل، باشگاه فوتبال شانگهای پورت، و باشگاه فوتبال آکرینگتون استنلی اشاره کرد.
وی همچنین در تیم ملی فوتبال بنین بازی کرده‌است.